# Cactusgrondvink
De cactusgrondvink (Geospiza scandens) is een van de zogenaamde darwinvinken. Het zijn allemaal zangvogels uit de grote Amerikaanse familie Thraupidae (tangaren). De darwinvinken komen als endemische soorten alleen voor op de Galapagoseilanden.

## Kenmerken
De cactusgrondvink is iets kleiner dan de grote cactusgrondvink. De lichaamslengte bedraagt 14 cm.

## Verspreiding en leefgebied
De cactusgrondvink leeft in droge gebieden met laag struikgewas en cactussen (Opuntia) op de meeste eilanden van de Galapagos-archipel, waar ze leven van de zaden en bloemen van deze cactus en van insecten. Deze grondvink komt op bijna alle eilanden voor, behalve op de eilanden waar de grote cactusgrondvink voorkomt. Op diverse eilanden worden ondersoorten onderscheiden.
De soort telt vier ondersoorten:
- G. s. scandens: Santiago eiland en Rabida.
- G. s. intermedia: de westelijke, centrale en zuidelijke Galapagoseilanden.
- G. s. abingdoni: Pinta.
- G. s. rothschildi: Marchena.

Het is geen bedreigde diersoort.